# Сказки греков Приазовья
Сказки — наиболее распространённый жанр фольклора греков Приазовья, одной из крупнейших диаспор Донбасса.

## Особенности
Греческие сказки по сравнению с украинскими почти не содержат описательных и бытовых моментов. В них характерно обязательное наличие зачина и концовки. Во многом греческие сказки похожи на сказки других народов Приазовья. В них часто встречаются диалоги и прямая речь. Некоторые сказки зарифмованы.
Выделяются несколько видов сказок: волшебные сказки, бытовые сказки, сказки о животных и другие. Встречаются пословицы и поговорки. Некоторые сказки греков Приазовья перекликаются с украинским фольклором.

## Собирание
Собиранием сказок греков Приазовья и их последующей публикацией занимались лингвист Татьяна Чернышёва и лингвист и этнограф Олимпиада Петренко-Ксенофонтова. Последняя выпустила сборник «Сказки Сартаны», но он не был опубликован.
Л. Н. Кирьяков является автором-составителем сборника «Сказки греков Приазовья», которая была переведена А. Андреевой на украинский язык, и стала доступна широкому кругу читателей.